# それ行け! オッサン大作戦
『それ行け! オッサン大作戦』（それいけ! オッサンだいさくせん）は、STVラジオで2016年4月10日から2018年3月31日まで放送されていたラジオ番組。放送時間は土曜日 19:00 - 19:30。

## 概要
「STVラジオ サタデーナイトスペシャル」と銘打たれており、番組ホームページによると、オッサンの、オッサンによる、オッサンのためのラジオ番組・・・それが「それ行け！オッサン大作戦」である！＊注）ノスタルジーに浸る番組ではないと称している。

## パーソナリティ
- 明石英一郎（STVアナウンサー）

## 主なコーナー
- 恥ずかしい聞きまつがい
  - リスナー投稿コーナー。聞き間違いをして、恥ずかしい思いをした体験を紹介する。
- オープニング トーク
  - 明石の身の回りに起きたことや担当番組の裏話、リスナーからのふつおた投稿などのフリートーク。BGMはウルトラマンレオ「真紅の若獅子」。
- 「今週の、"ん……もぉぉおおお！"」
  - リスナー投稿コーナー。「もう！」と感じた出来事を紹介する。BGMはザ・ピーナッツの「シャボン玉ホリデーのテーマ」
- メッセージ装填済、よ～し撃てー！
  - リスナー投稿コーナー。軍歌「轟沈」をBGMに、番組宛に届いたメールを紹介する。先週までの番組で、明石のフリートークへの感想や追加情報などの投稿が多い。
- 渋い つまみ
  - リスナー投稿コーナー。酒類とつまみに関する話を紹介する。明石アナがトークすることもある。BGMは河島英五の「野風増」
- オッサン鑑定団
  - リスナー投稿コーナー。食べ物の名前、行動、事象、団体などについて、昔の言い方をしてしまう内容を紹介するコーナー。BGMは青い三角定規の「青春の旅」のインストロメンタルバージョン（「飛び出せ!青春ミュージックファイル」（VPCD-81009）のトラック11に収録）。
- エンディング トーク
  - 次週のお知らせ、投稿の宛先、リスナーからのメールを紹介する。BGMはゴールデンハーフの「チョット・マッテ・クダサイ」